# Le Lab (Europe 1)
Pour les articles homonymes, voir Le Lab.
Le Lab est un site internet d'actualité politique appartenant à la station de radio Europe 1, actif de décembre 2011 à janvier 2018.

## Historique
Lancé en décembre 2011, Le Lab est créé et développé par trois personnes : Benoît Raphaël (consultant Web), Gilles Nay et Laurent Guimier (respectivement directeur des activités numériques et directeur de l'info numérique du pôle Lagardère à cette époque),. Il est composé par une petite équipe de journalistes de « 30 ans à peine de moyenne d'âge » particulièrement actifs sur les réseaux sociaux. Leur travail est beaucoup axé sur la curation de contenu, à savoir « passer le web et la presse au peigne fin afin d'en retenir l'essentiel et, parfois, d'exhumer des infos passées inaperçues » et la  vérification des faits des discours des personnalités politiques. Le site est décrit par Slate comme un « mélange improbable entre la célérité de Twitter, le goût de l'anecdote du Petit Journal, la sécheresse d'Acteurs publics, le cannibalisme à la Morandini (blog) et la malice de BuzzFeed ».
En juin 2012, peu après l'élection présidentielle, Le Lab enregistre un record d'audience avec 600 000 visites, dont près de 15 % du trafic venant de Twitter et 10 % de Facebook,. 
À partir d'octobre 2016, en partenariat avec L'Internaute, Le Huffington Post et Le JDD, Le Lab diffuse chaque jeudi, une émission politique sur le Web intitulée « .pol »,.
Le 13 décembre 2017, la direction d'Europe 1 annonce la fermeture du site « pour des raisons stratégiques et financières ». Son arrêt prend effet le 1er février 2018.

## Journalistes
- Étienne Baldit
- Antoine Bayet (rédacteur en chef)
- Geoffrey Bonnefoy
- Julien Chabroux
- Sylvain Chazot
- Victor Dhollande-Monnier
- Olivier Duhamel (pour un éditorial plusieurs fois par semaine)
- Judith Duportail
- Paul Larrouturou
- Loïc Le Clerc
- Delphine Legouté
- Aurélie Marcireau (rédactrice en chef)
- Cyril Morin
- Nicolas Moscovici (rédacteur en chef)
- Thibaut Pézerat
- Amandine Réaux
- Sébastien Tronche
- Ivan Valerio
- Ghislain de Violet

## Critiques
Le Lab est parfois accusé de délaisser « le fond et les enjeux de l'action politique pour se focaliser de manière compulsive sur les petites anecdotes, les petites phrases et les petits buzz », et de proposer des articles avec un titre accrocheur avec « presque rien » comme contenu. Antoine Bayet déclare vouloir « raconter la politique autrement. La fabrique, le making-of, les coulisses : c'est le sillon qu'on a creusé depuis le début. »